# Scotiabank Centre
El Scotiabank Centre (originalmente llamado Halifax Metro Centre) es un estadio cubierto de usos múltiples situado en el centro de la ciudad de Halifax, Nueva Escocia, Canadá. Inaugurado en 1978, tiene capacidad para aproximadamente 11.000 espectadores, siendo el de mayor capacidad en las Provincias Atlánticas canadienses.
Aunque es un escenario deportivo para disciplinas como el baloncesto y el hockey sobre hielo, también se realizan eventos como convenciones, ferias de muestras y conciertos.
En sus primeros años albergó eventos especiales de la NHL (National Hockey League); también albergó durante un tiempo a los Toronto Raptors de la NBA. En la actualidad alberga al equipo profesional de baloncesto de la NBL, los Halifax Hurricanes.
En junio de 2014, Scotiabank acordó el pago a la ciudad de 650.000 dólares canadienses por año, durante 10 años, por los derechos del nombre del recinto. Gran parte de estos dineros serán destinados a mejoras de las instalaciones como el reemplazo de la totalidad de los asientos y la sustitución de la losa de hielo, la cual presenta desgaste.

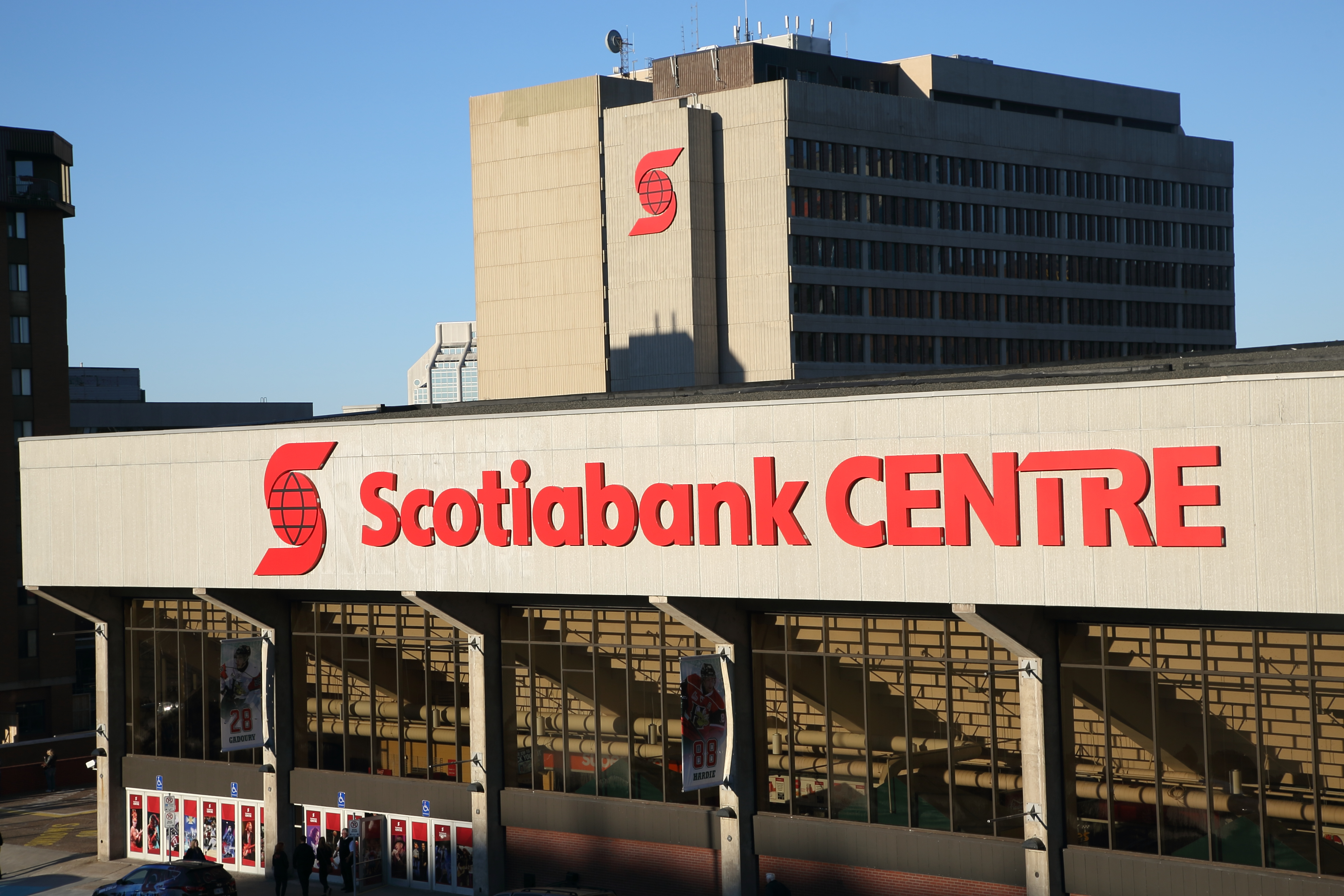
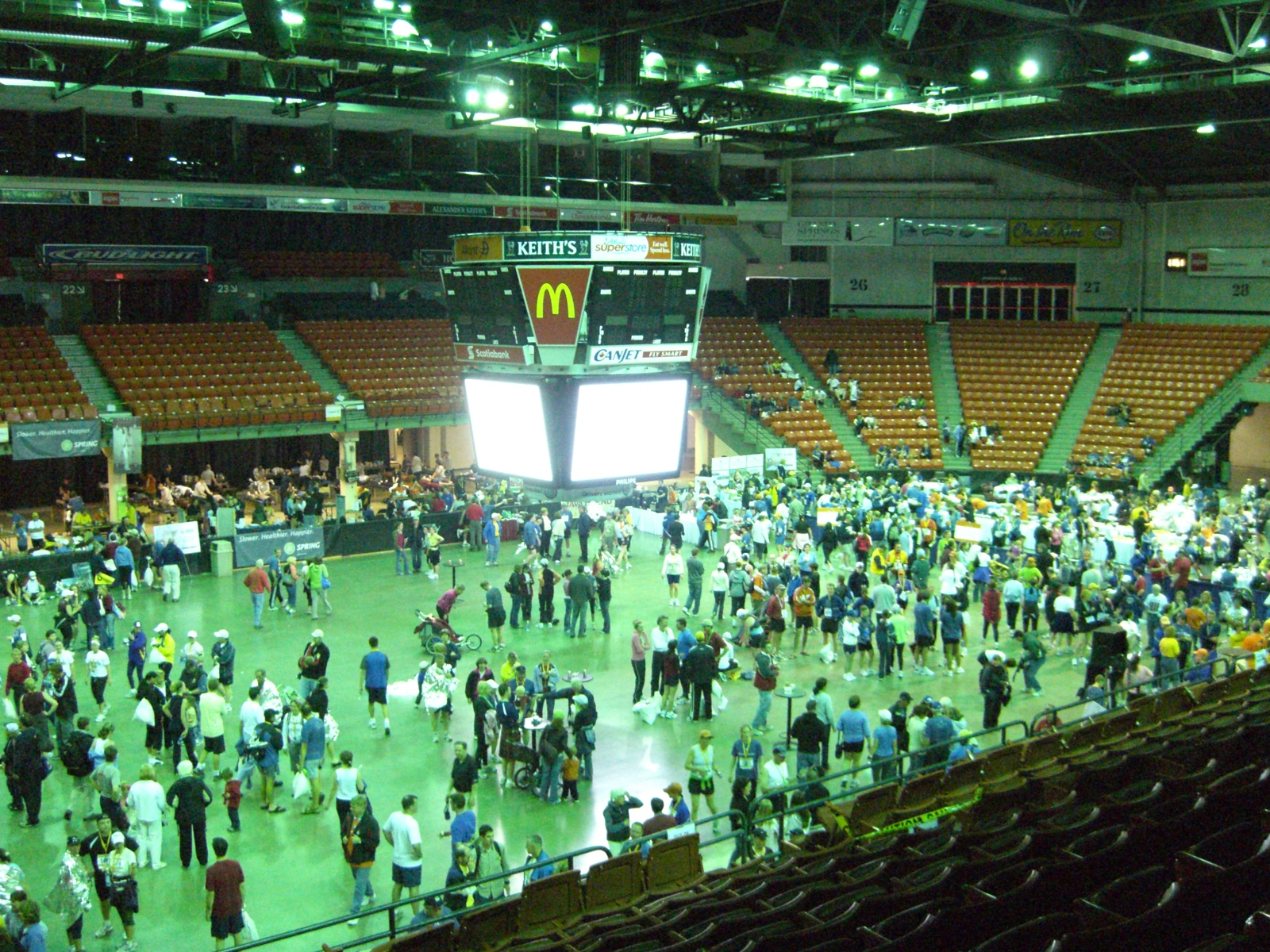
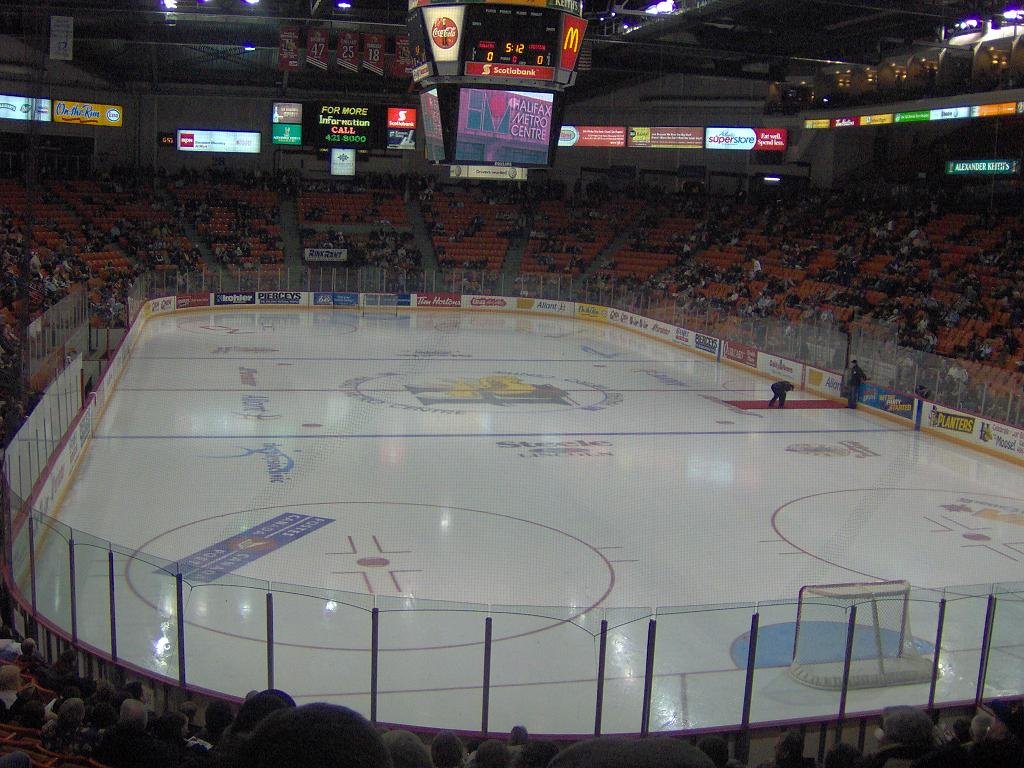